# 为食龙少爷
《為食龍少爺》（ムカムカパラダイス），是一部51集的日本電視動畫，1993年9月4日至1994年8月27日在每日放送及TBS電視首播（逢星期六下午6:00－6:30）。
此動畫於1995年在香港無綫電視翡翠台逢星期一至五17:00－17:30首播，並於2007年4月1日至9月23日（逢周六、日）及2008年4月21日至2008年6月30日（逢星期一至五）在無綫收費電視兒童台重播。台灣電視公司以《家有賤龍》為名，其後改名為《家有恐龍》，首播期間為1997年8月8日至1998年8月21日逢星期五16:30－17:00。

## 故事簡介
寵物店店主鹿谷葉三買了一隻恐龍蛋化石，怎知竟然孵出小恐龍五更。葉三的女兒初葉成為五更的主人，可是頑皮好動的五更常常給大家增添麻煩，不過每次初葉都能馴服五更。後來，初葉和她的家人朋友和五更無意中去到侏儸紀時代，遇見更多的恐龍，和經歷很多奇趣的事件。

## 連載
其漫畫由芝風美子原作、五十嵐優美子作畫，連載於小學館《Ciao》1993年3月號至1994年9月號。

## 登場人物

### 現代人物
| 角色名字 | 香港譯名     | 日本配音員 | 香港配音員    | 台灣配音 |
| -------- | ------------ | ---------- | ------------- | -------- |
|          | 五更         | 坂本千夏   | 林丹鳳        | 謝佼娟   |
|          | 鹿谷初葉     | 渡邊久美子 | 梁少霞        | 王中璇   |
|          | 鹿草子       | 中友子     | 陸惠玲        |          |
|          | 鹿谷葉三     | 喜多川拓郎 | 林保全        | 于正昌   |
|          | 志歷屋葉月   | 松本梨香   | 林元春        | 楊凱凱   |
|          | 志歷屋立秋   | 西村知道   | 招世亮        |          |
|          | 志歷屋弥生   | さとうあい | 沈小蘭        |          |
|          | 御殿場蘭華   | 原榮里子   | 曾佩儀/黃鳳英 |          |
|          | 地山田橋之助 | 菊池正美   | 黃麗芳        | 楊凱凱   |
|          | 加山大將     | 神奈延年   | 盧素娟        |          |
|          | 高倉大湖     | 大山高男   | 陳曙光        |          |
|          | 高倉川太     | 結城比呂   | 何國星        | 于正昇   |
|          | 高倉世之介   | 坂本千夏   | 袁淑珍        |          |
|          |              | 浦和惠     |               |          |
|          |              | 小野健一   |               |          |
|          |              | 浦和惠     |               |          |
|          |              | 石森達幸   |               |          |
|          |              | 中友子     |               |          |
|          |              | 緒方賢一   |               |          |
|          |              | 岡本麻弥   |               |          |
|          |              | 飛田展男   |               |          |
|          |              | 島香裕     |               |          |

## 侏羅紀時代人物
| 角色名字 | 香港譯名 | 日本配音員 | 香港配音員    |
| -------- | -------- | ---------- | ------------- |
|          | 哥斯     | 郷里大輔   | 源家祥        |
|          | 多事     | さとうあい | 區瑞華/雷碧娜 |
|          | 樂怒     | 堀内賢雄   | 李錦綸        |
|          | 憂愁     | 岡本麻弥   | 蔡惠萍        |
|          | 二更     | 浦和惠     | 鄭麗麗        |
|          | 半魚人   | 郷里大輔   |               |
|          |          | 小野健一   |               |
|          |          | 浦和惠     |               |
|          |          | さとうあい |               |
|          |          | 小野健一   |               |
|          |          | 関智一     |               |
|          |          | 麻丘夏未   |               |
|          |          | 大山高男   |               |

## 製作人員
- 原作：五十嵐優美子、芝風美子
- 製作人：本橋浩一
- 監督：谷田部勝義
- 人物設計：平岡正幸
- 美術設定：工藤剛一
- 美術監督：鈴木聰
- 音樂：中村暢之
- 音響監督：早瀨博雪
- 音響效果：蔭山滿（フィズサウンドクリエイション）
- 録音調整：青木正俊
- 録音助手：木澤秀昭
- 錄音工作室：STUDIO T&T
- 録音制作デスク：平井勝也
- 録音制作：サンオンキョー
- 製作：每日放送、日本動畫公司
- 著作：（C）五十嵐優美子、芝風美子／小學館、每日放送、日本動畫公司

## 主題歌
- 片頭曲：（1－51話）「とっておきのキモチ」（作詞：森由里子　作曲：池毅　編曲：山本健司　歌：KuKO）
- 片尾曲：（1－51話）「キテーラ・ミテーラ」（作詞：森由里子　作曲：中村暢之　編曲：山本健司　歌：KuKO）

## 各集標題
| 集數 | 標題 | 粵語口述標題       | 台灣翻譯標題       | 作畫監督 | 日本首播日期   | 香港重播日期1 | 香港重播日期2 |
| ---- | ---- | ------------------ | ------------------ | -------- | -------------- | ------------- | ------------- |
| 01   |      | 恐龍BB誕生         | 小恐龍誕生         | 平岡正幸 | 1993年9月4日   | 2007年4月1日  | 2008年4月21日 |
| 02   |      | 百厭星恐龍         | 愛搗亂的恐龍       | 山崎展義 | 1993年9月11日  | 2007年4月7日  | 2008年4月22日 |
| 03   |      | 恐龍嘅殺星         | 恐怖的恐龍         |          | 1993年9月18日  | 2007年4月8日  | 2008年4月23日 |
| 04   |      | 恐龍都要睇牙醫     | 恐龍去看牙醫       | 今泉賢一 | 1993年9月25日  | 2007年4月14日 | 2008年4月24日 |
| 05   |      | 恐龍與時間機器     | 恐龍與時光機       | 市川修   | 1993年10月2日  | 2007年4月15日 | 2008年4月25日 |
| 06   |      | 剪啦 剪啦 五更     | 剪刀與五更         | 平岡正幸 | 1993年10月9日  | 2007年4月21日 | 2008年4月28日 |
| 07   |      | 五更學吹笛呀       | 五更吹笛子         | 野館誠一 | 1993年10月16日 | 2007年4月22日 | 2008年4月29日 |
| 08   |      | 學校大混亂         | 學校大混亂         |          | 1993年10月23日 | 2007年4月28日 | 2008年4月30日 |
| 09   |      | 恐龍過節           | 祭典與五更         | 今泉賢一 | 1993年10月30日 | 2007年4月29日 | 2008年5月1日  |
| 10   |      | 恐龍也飛天         | 空中飛行的五更     | 市川修   | 1993年11月6日  | 2007年5月5日  | 2008年5月2日  |
| 11   |      | 恐龍仔去郊外旅遊   | 爬山、賞紅葉與恐龍 | 平岡正幸 | 1993年11月13日 | 2007年5月6日  | 2008年5月5日  |
| 12   |      | 草地賽馬           | 草地賽馬           | 山崎展義 | 1993年11月20日 | 2007年5月12日 | 2008年5月6日  |
| 13   |      | 有好多恐龍呀3      | 許多恐龍           |          | 1993年11月27日 | 2007年5月13日 | 2008年5月7日  |
| 14   |      | 五更與恐龍家族     | 五更與恐龍家族     | 今泉賢一 | 1993年12月4日  | 2007年5月19日 | 2008年5月8日  |
| 15   |      | 送麵畀恐龍         | 讓恐龍搬家的蕎麥麵 | 石之博和 | 1993年12月11日 | 2007年5月20日 | 2008年5月9日  |
| 16   |      | 恐龍嘅禮物         | 恐龍的禮物         | 平岡正幸 | 1993年12月18日 | 2007年5月26日 | 2008年5月12日 |
| 17   |      | 驚險旅程           | 恐龍與野餐         | 山崎展義 | 1993年12月25日 | 2007年5月27日 | 2008年5月13日 |
| 18   |      | 五更嘅第一個新年   | 新年快樂五更       |          | 1994年1月8日   | 2007年6月2日  | 2008年5月14日 |
| 19   |      | 誰是賊人           | 五更看到了         | 石之博和 | 1994年1月15日  | 2007年6月3日  | 2008年5月15日 |
| 20   |      | 五更與雪人         | 五更與雪人         | 市川修   | 1994年1月22日  | 2007年6月9日  | 2008年5月16日 |
| 21   |      | 黃金夢             | 是砂金喔!五更      | 今泉賢一 | 1994年1月29日  | 2007年6月10日 | 2008年5月19日 |
| 22   |      | 佑衛門好唔正常呀   | 佑衛門好焦躁       | 山崎展義 | 1994年2月5日   | 2007年6月16日 | 2008年5月20日 |
| 23   |      | 半魚人與五更       | 半魚人與五更       | 加藤裕美 | 1994年2月12日  | 2007年6月17日 | 2008年5月21日 |
| 24   |      | 川太 努力呀        | 加油 川太          |          | 1994年2月19日  | 2007年6月23日 | 2008年5月22日 |
| 25   |      | 蘭華嘅秘密         | 蘭華的秘密         | 石之博和 | 1994年2月26日  | 2007年6月24日 | 2008年5月23日 |
| 26   |      | 奇怪嘅餐廳         | 不可思議的餐廳     | 市川修   | 1994年3月5日   | 2007年6月30日 | 2008年5月26日 |
| 27   |      | 外太空嚟嘅王子     | 從外太空來的王子   | 今泉賢一 | 1994年3月12日  | 2007年7月1日  | 2008年5月27日 |
| 28   |      | 可愛嘅幽靈         | 五更是幽靈         | 山崎展義 | 1994年3月19日  | 2007年7月7日  | 2008年5月28日 |
| 29   |      | 五更做咗保母呀     | 五更的搖籃歌       | 平岡正幸 | 1994年3月26日  | 2007年7月8日  | 2008年5月29日 |
| 30   |      | 賞花               | 五更與賞花         |          | 1994年4月2日   | 2007年7月14日 | 2008年5月30日 |
| 31   |      | 恐龍島嘅診所       | 恐龍島診所         | 石之博和 | 1994年4月9日   | 2007年7月15日 | 2008年6月2日  |
| 32   |      | 去野外寫生         | 巨大的畫布         | 今泉賢一 | 1994年4月16日  | 2007年7月21日 | 2008年6月3日  |
| 33   |      | 上學記             | 五更與開放式教室   | 市川修   | 1994年4月23日  | 2007年7月22日 | 2008年6月4日  |
| 34   |      | 半魚人之戀         | 半魚人之戀         | 山崎展義 | 1994年4月30日  | 2007年7月28日 | 2008年6月5日  |
| 35   |      | 今次笑出禍喇       | 笑吧五更           | 平岡正幸 | 1994年5月7日   | 2007年7月29日 | 2008年6月6日  |
| 36   |      | 夢中嘅教訓         | 懷舊的商店街       |          | 1994年5月14日  | 2007年8月4日  | 2008年6月9日  |
| 37   |      | 百厭嘅水獺         | 兩人的五更         | 石之博和 | 1994年5月21日  | 2007年8月5日  | 2008年6月10日 |
| 38   |      | 寶島歷險           | 五更的寶藏島       | 今泉賢一 | 1994年5月28日  | 2007年8月11日 | 2008年6月11日 |
| 39   |      | 我哋要渡過冰河期呀 | 五更的冰河時期     | 市川修   | 1994年6月4日   | 2007年8月12日 | 2008年6月12日 |
| 40   |      | 饑荒               | 散步的飢餓五更     | 山崎展義 | 1994年6月11日  | 2007年8月18日 | 2008年6月13日 |
| 41   |      | 嚟自上游嘅信       | 來自上游的信       | 平岡正幸 | 1994年6月18日  | 2007年8月19日 | 2008年6月16日 |
| 42   |      | 二更嘅煩惱         | 正在煩惱的五更     |          | 1994年6月25日  | 2007年8月25日 | 2008年6月17日 |
| 43   |      | 怪電話             | 美女與五更         | 石之博和 | 1994年7月2日   | 2007年8月26日 | 2008年6月18日 |
| 44   |      | 七夕               | 恐龍島的七夕祭典   | 今泉賢一 | 1994年7月9日   | 2007年9月1日  | 2008年6月19日 |
| 45   |      | 膽量測試           | 五更的試膽活動     | 石之博和 | 1994年7月16日  | 2007年9月2日  | 2008年6月20日 |
| 46   |      | 五更與山貓         | 五更與山貓         | 平岡正幸 | 1994年7月23日  | 2007年9月8日  | 2008年6月23日 |
| 47   |      | 地圖伯爵           | 地圖伯爵           |          | 1994年7月30日  | 2007年9月9日  | 2008年6月24日 |
| 48   |      | 使命               | 五更的使命         | 石之博和 | 1994年8月6日   | 2007年9月15日 | 2008年6月25日 |
| 49   |      | 五更出生之謎       | 蛋與五更           | 今泉賢一 | 1994年8月13日  | 2007年9月22日 | 2008年6月26日 |
| 50   |      | 黑暗小子           | 黑暗小子           | 山崎展義 | 1994年8月20日  | 2007年9月22日 | 2008年6月27日 |
| 51   |      | 永恆嘅友情         | 與五更一起         | 平岡正幸 | 1994年8月27日  | 2007年9月23日 | 2008年6月30日 |

附註：（1）逢周六及周日（07:00,10:00,12:30,17:30,02:00）播放

（2）逢星期一至五（06:00,09:00,12:00,15:00,18:00,21:00,00:00,03:00）播放

（3）回到侏罗纪時代...